# Перед дощем (фільм, 1994)
«Перед дощем» (мак. Пред дождот) — македонська воєнна драма 1994 року режисера Мілчо Манчевського. Фільм відзначений численними нагородами на Венеційському кінофестивалі (Гран-прі «Золотий лев», Глядацький приз, приз ФІПРЕССІ, приз ЮНІСЕФ і приз за кращу чоловічу роль), а також був номінований на премію «Оскар» за найкращий фільм іноземною мовою.

## Сюжет

### Частина перша: Слова
Македонія. Чоловічий монастир. Кирило, що дав обітницю мовчання, знаходить в своїй келії албанську дівчину. Заміра вбила в своєму селі пастуха-македонця і тепер ховається від переслідувачів. Кирило переховує її, але на ранок про її присутність стає відомо настоятелю монастиря, Кирила змушують піти.
Він йде разом з Замірою і пропонує дівчині поїхати до свого дядька-фотографа в Лондон, подалі від війни. Втікачів знаходять родичі Заміри. Вони проганяють Кирила, але Заміра біжить за ним, і брат стріляє їй в спину. Кирило плаче над мертвою дівчиною.

### Частина друга: Особи
Лондон. У журналістки Енн погані відносини з чоловіком через її коханця Олександра Кіркова, відомого фотографа, який отримав Пулітцерівську премію. Олександр кличе Енн поїхати до нього на батьківщину, в Македонію. Він об'їздив багато гарячих точок, і його мучить совість за те, що в Боснії він став мимовільним винуватцем смерті людини. Енн відмовляється і не говорить Олександру, що вагітна від чоловіка.
Енн намагається порозумітися з чоловіком, але в ресторані, де вони сидять, відбувається перестрілка, і чоловік гине.

### Частина третя: Фотографії
Олександр летить на батьківщину, в Македонію. По дорозі в село він бачить озброєних людей, дітей, що граються з автоматами. Його будинок порожній і зруйнований, племінника Кирила ніде немає.
Олександр йде в будинок до албанки Ганни, в яку він був закоханий в дитинстві. Його запрошують в будинок. Він розмовляє з батьком Ганни про те, що настали погані часи, і, здається, навіть повітря просочене кров'ю. Син Ганни незадоволений присутністю в будинку македонця і погрожує його вбити.
Олександр бродить по околицях, розмовляє з друзями про те, як тут йде життя. Хтось одружується, когось ховають. Албанка Заміра вбила вилами пастуха Здраве. Чоловіки зі зброєю йдуть на її пошуки, знаходять і залишають у вівчарні під охороною.
Вночі до Олександра приходить Ганна і просить врятувати її дочку. Олександр забирає Заміру з вівчарні, але охоронці наздоганяють його і вбивають. Починається дощ. Заміра тікає в монастир.

## У ролях
- Петар Мірчевський — Здраве
- Катрін Картлідж — Анна
- Раде Шербеджія — Олександр Кірков
- Лабіна Мітевська — Заміра
- Джей Війєрс — Нік
- Грегорі Колін — Кирило
- Сільвія Стояновська — Ганна
- Філліда Ло — мати Анни
- Йосиф Йосифовський — отець Марко
- Кіріл Рістоський — отець Дам'ян[3]

## Цікаві факти
- Фільм був головним суперником драми «Стомлені сонцем» в боротьбі за премію «Оскар»
- The New York Times включив фільм в тисячу кращих фільмів всіх часів і народів
- У фільмі наведені цитати з п'єс Шекспіра «Ромео і Джульєтта», «Гамлет» і «Макбет».
- У сцені в ресторані з пістолета без перезарядки роблять більше 30 пострілів[2]